# Описана окръжност
Описана окръжност е окръжност с център, пресечната точка на всички симетрали на изпъкнал многоъгълник, и радиус, равен на разстоянието от тази точка до кой да е от върховете му.
Ако симетралите на страните не се пресичат в една точка, то този многоъгълник няма описана окръжност. Описаната окръжност минава през всички върхове на многоъгълника.
Обикновено радиусът на описаната окръжност се означава с главната латинска буква R.
Около всеки правилен многоъгълник може да се опише окръжност.
Радиусът R на описаната окръжност около правилен n-ъгълник със страна a е:
{\displaystyle R={\frac {a}{2\sin \left({\tfrac {\pi }{n}}\right)}}}